# Richmond-Queensborough (circonscription britanno-colombienne)
Pour les articles homonymes, voir Richmond et Queensborough.
Circonscription électorale provinciale du Canada
Richmond-Queensborough est une circonscription provinciale de la Colombie-Britannique représentée à l'Assemblée législative de la Colombie-Britannique depuis 2017.

## Géographie
En 2020, la circonscription représente une partie des villes de Richmond dans le district régional du Grand Vancouver.

## Liste des députés
| Législature                                                                         | Années                                                                              | Député                                                                              | Député                                                                              | Parti                                                                               |
| Richmond-Queensborough Circonscription issue de Richmond East et de New Westminster | Richmond-Queensborough Circonscription issue de Richmond East et de New Westminster | Richmond-Queensborough Circonscription issue de Richmond East et de New Westminster | Richmond-Queensborough Circonscription issue de Richmond East et de New Westminster | Richmond-Queensborough Circonscription issue de Richmond East et de New Westminster |
| ----------------------------------------------------------------------------------- | ----------------------------------------------------------------------------------- | ----------------------------------------------------------------------------------- | ----------------------------------------------------------------------------------- | ----------------------------------------------------------------------------------- |
| 41e                                                                                 | 2017–2020                                                                           |                                                                                     | Jas Johal (en)                                                                      | Libéral                                                                             |
| 42e                                                                                 | 2020–2024                                                                           |                                                                                     | Aman Singh (en)                                                                     | Néo-démocrate                                                                       |
| 43e                                                                                 | 2024–en cours                                                                       |                                                                                     | Steve Kooner (en)                                                                   | Conservateur                                                                        |